# Dean Gerken
Dean Jeffrey Gerken (Southend-on-Sea, 22 maggio 1985) è un ex calciatore inglese, di ruolo portiere.